# 1条STATION ヨシトモ! (2スタ録音)
1条STATION ヨシトモ! (2スタ録音)（いちじょうステーション-かっこに-ろくおん）は、HBCラジオが放送していたラジオ番組。

## 放送時間
- 2011年3月28日まで 毎週月曜日：17:47 - 18:30
- 2011年4月8日以降 毎週金曜日、日曜日の週二回放送。
  - 毎週金曜日 23：30 - 24：00【リスナーへの挑戦篇】
  - 毎週日曜日 21：00 - 22：00【解決篇】
HBCサンデーファイターズが、ナイター開催の試合を中継する場合、基本14:00 - 15:00（2011年4月24日放送分を基準[1]）に解決篇を放送するが、諸事情により解決篇休止となる場合がある。
  - 一部地域では、公開録音イベントの放送により解決篇の放送が休止となる場合がある(その場合、当該地域ではradiko経由で聴取可能)。

## パーソナリティ
いずれもHBCアナウンサー。
- 堀啓知 (メインパーソナリティ)
- 松坂有希子

## 概要
- 「HBCラジオを2倍楽しめる」をモットーに、HBCラジオで放送している番組（自社制作・ネット含む）をパロディ化して構成した番組。それぞれ元となった番組名を示しながら、番組の宣伝も兼ねている。とりあげるコーナーの内容は毎週変わっており、一定していない。
- タイトルは「5丁目STATION アキトム! (3スタ生)」をもじったほか、ジングルも一部使用。オープニングのコーナー紹介は「山ちゃん美香の朝ドキッ!」（2010年9月まで）・「ニュース探究ラジオ Dig」（2010年10月以降）からBGMを使用している。
- 堀の冠番組だが、回が進むにつれて松坂の担当が多くを占めるようになり、堀はサブに近い扱い[2]となっている。
- 生放送に似せてはいるが、月曜時代は、18:00から生放送している「HBCニュース」を除き全編録音である[3]。
- お便り、リクエストは葉書・手紙で受け付けている。FAXやEメールには対応していない。
- 2011年春の放送時間の分裂移動後は、提供読み（提供元はすべてHBCラジオのラジオ番組）があり、提供読みの終わりに「すべてのHBCラジオの番組の影響でお送りしています。」というお断りがある。
- 解決篇の一部は、リスナーへの挑戦篇を一部編集して再放送したものであるが、解決篇は「この番組をパロディしてみよう」などのオリジナルの内容もあるらしい。
- 2011年春の放送時間移動前後、謝罪の意味も込めて暫くはBARBEE BOYSの「ごめんなさい」が1曲目にかかっていた。
- 3年間続いた番組であったが、松坂有希子がHBCを退社することも重なり2011年10月2日の放送をもって最終回を迎えた。

## 特別番組
毎年1月1日に、特別番組を放送していた。
- 2010年度は、「1条STATIONヨシトモ! （2スタ録音）新作ネタ大発表&爆笑ネタもういちど聴いていただきますSP」と題して特別番組を放送した。
- 2011年度は、「ヨシトモ!―堀啓知のめざせ新春覇権奪回SP」と題して、全編「テレフォン人生雑談」を放送した。

## 主なコーナー
前述の通り、組み込まれるコーナーは毎週変わっており、どれが選ばれるかは一定していない。
カッコ内には、元となった番組名も記す。
- 西洋電気三味線こころのメロディー（大正琴こころのメロディー）
  - 2010年4月開始。松坂が西洋六弦電気三味線（エレキギター）を使用した楽曲を紹介。主にロックバンドが多い。
  - このコーナーのみ毎週設定され、レギュラー化している。
  - 1曲後に堀のナレーションによるCMパロディ（2010年8月までと2011年はエレキギター、2010年9月以降はSHOW-YAを紹介している）がコーナーのブリッジとなっている。2011年1月24日は、堀の代理でナレーターの奥田ゆかによるCMパロディを堀ではないVer.としてイレギュラー実行（SHOW-YA『限界LOVERS』のインストゥルメンタルバージョンを紹介）。
  - リスナーによる西洋六弦電気三味線を使用した曲のリクエストも受け付けている。
- くだらない歌謡曲（歌のない歌謡曲）
  - 2010年6月開始。「歌いたい歌謡曲」「歌わない歌謡曲」などタイトルが変わる場合もある。
  - 松坂がコミックソングなど、笑える要素の強い曲を中心に紹介。
  - トピッカーリポート：キャスタードライバーとのやり取りを挿入することがある[4]。
- 有希子の今夜もタイムオーバー?（ゆかりの今夜もゲームオーバー?）
  - 2009年12月開始。松坂が選んだとあるアイテムに関するヒントから、堀が時間内に答える。『ユメオト。』DVDのプレゼント回数が非常に多かった（計13回）。
  - 2010年の正月特番では船越ゆかりをゲストに招き、解答もした。
  - 2011年1月24日放送では鎌ヶ谷取材中の堀のピンチヒッター・奥田ゆかが「奥田の今夜もタイムオーバー?」を松坂を回答者に招き行った。
- 有希子のプリビアスフォーカス（朝刊さくらい内「紗也佳のネクストフォーカス」）
  - 松坂が選んだ過去における旬の話題や注目アイテムを紹介。
- ホリQ（DONと赤城のおぢさんツインカム!内「おぢQ」）
  - それぞれが相手にクイズを出題。内容はイントロクイズなどがあるが、イントロクイズは歌が入るまで流すこともあり、正解はわかりやすい。
- 有希子の今夜もひとり言（多恵子の今夜もふたり言）
  - 初回から不定期放送。松坂が日々の中で感じたことを語る。内容はそそっかしい出来事もある。
    - 金曜日移動後の「リスナーへの挑戦篇」では、前番組がパロディ元だった事から、毎回のように放送されている。

  - 2011年1月24日は『奥田ゆかの今夜はひとり言』として行った。
- テレフォン人生雑談（テレフォン人生相談）
  - 初回から不定期放送。パーソナリティとリスナーが電話で雑談する。
  - しかし、最近は希望者が少ないためあまり実施されておらず、番組内での雑談希望者を受付中。
  - 2010年の正月特番で総集編を放送。
  - 2011年の正月特番で、全編雑談のみで放送を行った。
- HBCラジオ先月の推薦曲（HBCラジオ今月の推薦曲）
  - 初回から不定期放送。先月に限らず、過去にHBCラジオで推薦した楽曲を紹介する。
  - 2010年の正月特番では、2009年12月の推薦曲を歌った熊谷育美をゲストに迎えた。
- 啓知の誰かとあそこへ（永六輔の誰かとどこかで）
  - 家出をした少年（2009年当時）の出来事を朗読（番組初期は堀、最近は主に松坂）し、朗読直後に堀が行きたい場所を語る。少年のプロフィールは2010年の正月特番で明らかとなった。ちなみに前半の朗読部分は「ブレア・ウィッチ・プロジェクト」の内容を取り込んだものとなっていた。
- ことナビ大学（カーナビラジオ午後一番!内「ひとことナビゲーション研究所」＋札大ラジオキャンパス）
  - 2011年4月10日開始、解決篇で放送。2011年4月17日当時は解決篇のみで放送されている。堀演じる教授が、「これから流行る言葉」（ゲームボーイ等）を教えるが、松坂演じるその言葉の中身を全て知っている研究員は知らないふりをしてモノボケをする、クイズ形式のキーワードコント。
- クリスタル・マーシャのキラキラ占い（Kids Radio内「プリンセス陽子のクリスタル占い」）
  - 2011年4月24日開始、解決篇のみで放送。昼間はOL（松坂）演じる、占い師が星座別のアドバイスをする。従って、解決篇が昼間に放送された場合は一度も放送された事が無い幻の（定時放送のみ）コーナー。本家プリンセス陽子の復帰により、円満終了。

- HBCラジオのこの番組をパロディしてみよう!
  - 2011年4月開始。堀と松坂が、HBCラジオの番組を普通に取り上げ、その番組を勝手に妄想したりパロディしたりするトークコーナー。

- 1条STATION ヨシトモ!今夜の見所 HBCラジオ番組情報（夕刊おがわR、HBCラジオ道路情報）
  - 2011年5月ごろから解決篇番組冒頭に出現した案内コーナー。当初は堀が担当していたが、いつの間にか内藤克アナが番組紹介していた。

## 過去に放送していたコーナー
- ミスグアムの突撃レポート（トピッカーレポート）
  - ミスグアム（実はトピッカーのキャスタードライバー）が、この世にあるかもしれない世界という『天然温泉ペル』での出来事をレポートしていた。
  - ミスグアム(役)は番組名のもととなった「5丁目STATION アキトム! (3スタ生)」の番組コーナー「ボンちゃんのほがらかラジオ一番通り」にクロス出演している。番組コーナーは架空のラジオ放送局「北海道ひぐま放送」制作の番組と云う「1条STATION ヨシトモ! (2スタ録音)」に類似した内容で、フィクション番組のなか『天然温泉ペル』から中継レポートを行った。
  - 正体が関係者に発覚したことで、打ち切られた。しかし、2010年10月12日放送で一部プロフィールを山口百恵の曲に乗せて明かした。
  - 実は、2011年9月18日の解決篇でミス・グアムのそっくりさんと、奥田ゆかがダブルキャストだった事が発覚した。
- 堀啓知のマスキュリン・スタイル（松坂有希子のフェミニン・スタイル）
  - 松坂の冠番組「松坂有希子のフェミニン・スタイル」に対抗して作られた、堀の一人トークコーナー。しかし、2010年6月のハッピーウィークでの放送を最後に事実上の無期限休止となった。
- ミュージックだったらいいな…シートH(ミュージックアリーナ・シートS)
  - 「ミュージックアリーナ・シートS」の時間移動を告知する為に、『解決編』の初回2011年4月10日の冒頭で、堀が穏やかな口調で語ったミニコーナー。「シートH」は、HBCラジオのHと、堀のイニシャルをかけたものだった。（タイトルコールは松坂アナ）
- 若いお父さんの為の演歌・歌謡曲講座（HBCミュージックナイター「フルカウント!」[5]内「お父さんのためのベストテン講座」）
  - 2010年10月19日から2、3回ぐらい放送。お父さんのためのワイドショー講座のパロディのパロディ。1975年以降生まれのお父さん世代の為に、松坂がいつも心に歌謡曲のランキングを織り交ぜながら紹介。